# Mílov
Mílov, auch Milov (deutsch Millau, auch Milau bzw. Müllau), ist eine Grundsiedlungseinheit der Gemeinde Nicov im Okres Prachatice, Tschechien. Das erloschene Dorf gehört zum Ortsteil Řetenice.

## Geographie
Mílov lag anderthalb Kilometer südwestlich von Nicov linksseitig über dem Tal des Zlatý potok im Böhmerwald. Durch das Dorf führte die Straße von Stachy nach Kašperské Hory. Nördlich erhebt sich der V Lískách (914 m), im Nordosten der Královský kámen (Königsstein, 1058 m), südlich der Mílovský vrch (Millauer Berg, 994 m), im Südwesten der Suchý vrch (958 m) und nordwestlich der Chlum (962 m).
Nachbarorte waren Plánský Mlýn im Norden, Řetenice und Nicov im Nordosten, Šebestov im Osten, Studenec und Krousov im Südosten, Frejd und Popelná im Süden, Bílý Potok, Buzošná, Karlina Pila und Podlesí im Südwesten, Bajerov und Červená im Westen sowie Kačerov, Kašperské Hory und Cikánka im Nordwesten.

## Geschichte
Ursprünglich gehörte Millau zur Burg Karlsberg. 1584 verkaufte Kaiser Rudolf II. die Herrschaft Karlsberg an die königliche Bergstadt Bergreichenstein. Zum Ende des 18. Jahrhunderts existierten in Millau 12 Häuser.
Im Jahre 1838 bestand Millau aus 15 Häusern mit 137 Einwohnern. Durch das Dorf führte die Kaiserstraße von Bergreichenstein nach Winterberg. Pfarrort war Nitzau. Bis zur Mitte des 19. Jahrhunderts blieb Millau zum Dominium Bergreichenstein untertänig. 
Nach der Aufhebung der Patrimonialherrschaften bildete Millau / Milov ab 1850 einen Ortsteil der Gemeinde Nitzau im Gerichtsbezirk Bergreichenstein. Ab 1868 gehörte Millau zum Bezirk Schüttenhofen. Durch die Neutrassierung der Straße von Bergreichenstein nach Winterberg über Jettenitz verlor Millau an Bedeutung und seine weitere Entwicklung stagnierte. Bei der Volkszählung von 1910 lebten in den 17 Häusern des Dorfes 131 durchweg deutschsprachige Einwohner. 1921 hatte das Dorf 132 Einwohner. 1938 fiel Millau durch das Münchner Abkommen an das Deutsche Reich und gehörte bis 1945 zum Landkreis Bergreichenstein. Nach dem Zweiten Weltkrieg wurden die mehrheitlich deutschsprachigen Einwohner vertrieben. 1949 wurde Milov dem neugebildeten Okres Vimperk zugeordnet. Die Wiederbesiedlung des abgelegenen Bergdorfes gelang nicht; im Jahre 1950 hatte Milov nur noch vier Einwohner, 16 der 17 Häuser waren unbewohnt. Zu Beginn der 1950er Jahre wurde das Dorf aufgelöst und 1954 abgerissen.
Heute existiert lediglich noch eine Gedenktafel mit Kreuz der Stelle der ehemaligen Kapelle, die an Mílov erinnert.
Der Schriftsteller Rudolf Gerhart hat dem Ort seiner Kindheit mit dem Buch Versunkene Welt Milau. Erinnerungen an ein Dorf im Böhmerwald ein literarisches Denkmal gesetzt.

### Bevölkerungsentwicklung
Die Bevölkerungsentwicklung Milovs von 1890 bis 1950:
| Jahr      | 1890 | 1910 | 1921 | 1950 |
| --------- | ---- | ---- | ---- | ---- |
| Einwohner | -    | 131  | 132  | 4    |
| Gebäude   | 12   | 17   | 17   | 1    |